# (6234) Sheilawolfman
(6234) Sheilawolfman est un astéroïde de la ceinture principale.

## Description
(6234) Sheilawolfman est un astéroïde de la ceinture principale. Il fut découvert le 30 septembre 1986 à l'Observatoire Kleť par Zdeňka Vávrová. Il présente une orbite caractérisée par un demi-grand axe de 2,26 UA, une excentricité de 0,18 et une inclinaison de 4,0° par rapport à l'écliptique.

## Compléments